# Apalis flavida
Apalis flavida là một loài chim trong họ Cisticolidae.